# هنود كينيا
هنود كينيا هم مجموعة عرقية في كينيا تشير إلى مواطني كينيا الذين ترجع جذورهم إلى الهند وهذا يشمل الأشخاص الذين وُلِدوا في كينيا وهم من أصل هندي ، أو هنود المولد وهاجروا في وقت لاحق إلى كينيا, يُقدر عددهم بمئة ألف نسمة، يعيش معظمهم في المناطق الحضرية الرئيسية مثل مدينة نيروبي ومدينة مومباسا إضافةً إلى آخرين يعيشون في المناطق الريفية والمناطق الأخرى.